# KK Nevėžis
Maillots
Le Krepšinio Klubas Nevėžis est un club lituanien de basket-ball évoluant dans la ville de Kėdainiai et participant à la LKL, soit le plus haut échelon du championnat lituanien. Ses bonnes performances en championnat lui accordent également fréquemment sa place en Ligue Baltique.

## Entraîneurs successifs
- 2010-2011 :  Gintaras Krapikas
- 2011-2012 :  Gediminas Petrauskas
- 2012-2014 :  Gintaras Leonavičius
- 2014 :  Virginijus Sirvydis
- 2015-2016 :  Ramūnas Cvirka
- 2016-2017 :  Paulius Juodis
- 2017-2019 :  Ramūnas Cvirka
- 2019-nov. 2020 :  Marius Kiltinavičius
- Déc. 2020- :  David Gale